# McLaren Falls
Die McLaren Falls sind ein Wasserfall südlich von Tauranga in der Region Bay of Plenty auf der Nordinsel Neuseelands. Er liegt im Lauf des Mangakarengorengo River, einem der Quellflüsse des Wairoa River.
18 Kilometer südlich von Tauranga zweigt vom New Zealand State Highway 29 die McLaren Falls Road nach Südosten ab. Nach weiteren 1,2 Kilometern quert die Straße den Mangakarengorengo River; der Wasserfall liegt unmittelbar an der Brücke.